# Esteban Azaña
Esteban Azaña Catarinéu (Alcalá de Henares, 16 de mayo de 1850-Alcalá de Henares, 10 de enero de 1890) fue un empresario, historiador y político español, alcalde de Alcalá de Henares.

## Biografía

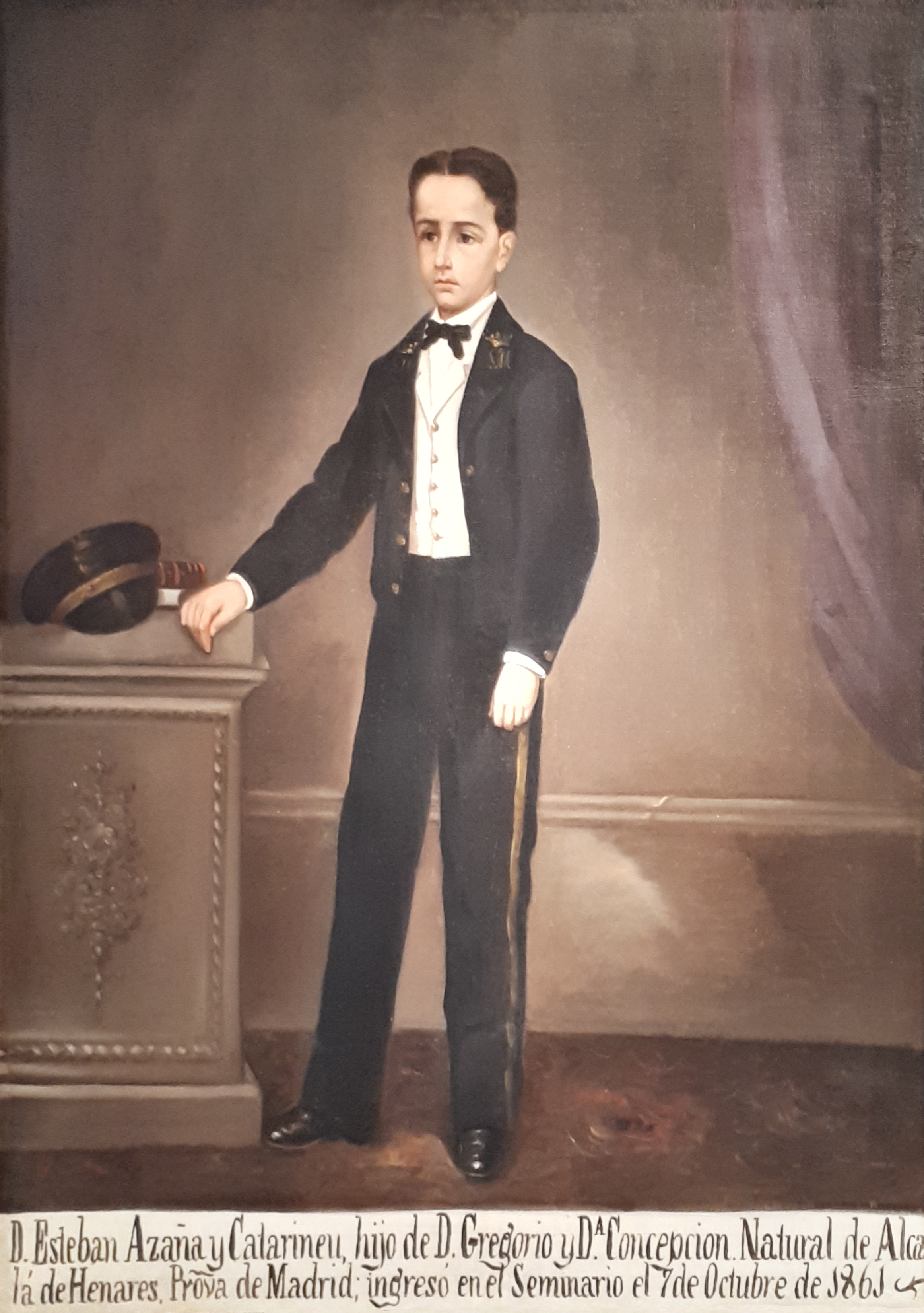
Esteban Azaña a los 11 años de edad.

Nació en el seno de una familia burguesa liberal asentada en la ciudad complutense. Se casó con María Josefina Díaz-Gallo Muguruza, y tuvieron cinco hijos: Gregorio, Manuel, Josefa, Carlos y Concepción. Fue propietario terrateniente, dueño de un molino de chocolate, de fábricas de jabón y de tejas y de la Central Eléctrica Complutense.
Desde muy joven participó en la vida política de la ciudad, siendo concejal desde 1875, nombrado alcalde interino en 1877 y alcalde en dos periodos de 1878 a 1881 y de 1887 a 1890. Durante los cuales realizó mejoras urbanas en el alumbrado público y en la red de alcantarillado, y participó en la creación de escuelas para adultos. En 1879 inauguró la estatua dedicada a Miguel de Cervantes, en la hasta entonces denominada plaza del Mercado o Mayor y una nueva plaza de toros en el camino de Guadalajara; y en 1880, inauguró el busto dedicado a El Empecinado.
Muy interesado en los acontecimientos de su ciudad, escribió una Historia de Alcalá de Henares, en dos volúmenes, publicados en 1882 y 1883 respectivamente.
Falleció en Alcalá de Henares, el 11 de enero de 1890, a los treinta y nueve años de edad. Prácticamente un año después del fallecimiento de su mujer, y tras la muerte de su padre e hijo menor. El día anterior, su hijo Manuel (futuro presidente de la II República Española) había cumplido diez años.

## Familia Azaña

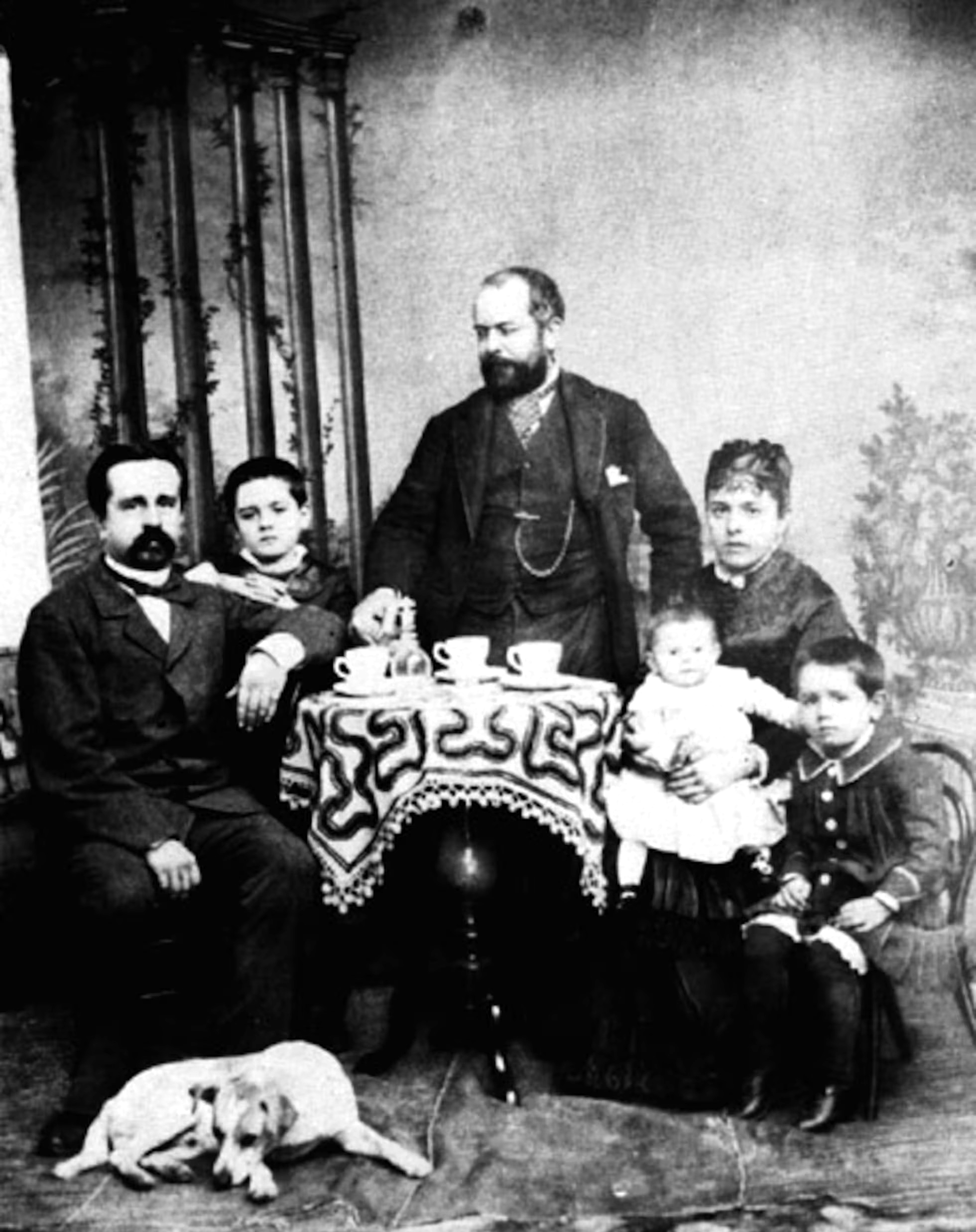
Familia Azaña Díaz: Esteban Azaña, Gregorio Azaña, Félix Díaz-Gallo, Josefina Díaz-Gallo con Carlos Azaña en brazos y Manuel Azaña (hacia 1886)

Los Azaña eran una familia de propietarios de talante liberal, que formaban parte de la oligarquía de Alcalá de Henares. Entre los parientes de Esteban Azaña Catarineu se encontraban:
- Abuelo paterno: Esteban Azaña Hernández, abogado, notario y secretario del Ayuntamiento constitucional en 1820.
- Padre: Gregorio Azaña Rajas, empresario, escribano y notario. Participó en la "Gloriosa" que acabaría destronando a Isabel II. Fue el redactor de los estatutos de la Sociedad de Condueños.
- Hijo: Manuel Azaña Díaz, político y escritor, fue presidente del Gobierno de España (1931-1933, 1936) y presidente de la Segunda República Española (1936-1939).

## Obras
- Ludivina. Novela de costumbres. Alcalá de Henares: Imp. La Cuna de Cervantes; 1879.
- Historia de la ciudad Alcalá de Henares (2 tomos). Alcalá de Henares: Imprenta de F. García; 1882-1883. (edición facsímil. Alcalá de Henares: Universidad de Alcalá; 1986. ISBN 8460045978)

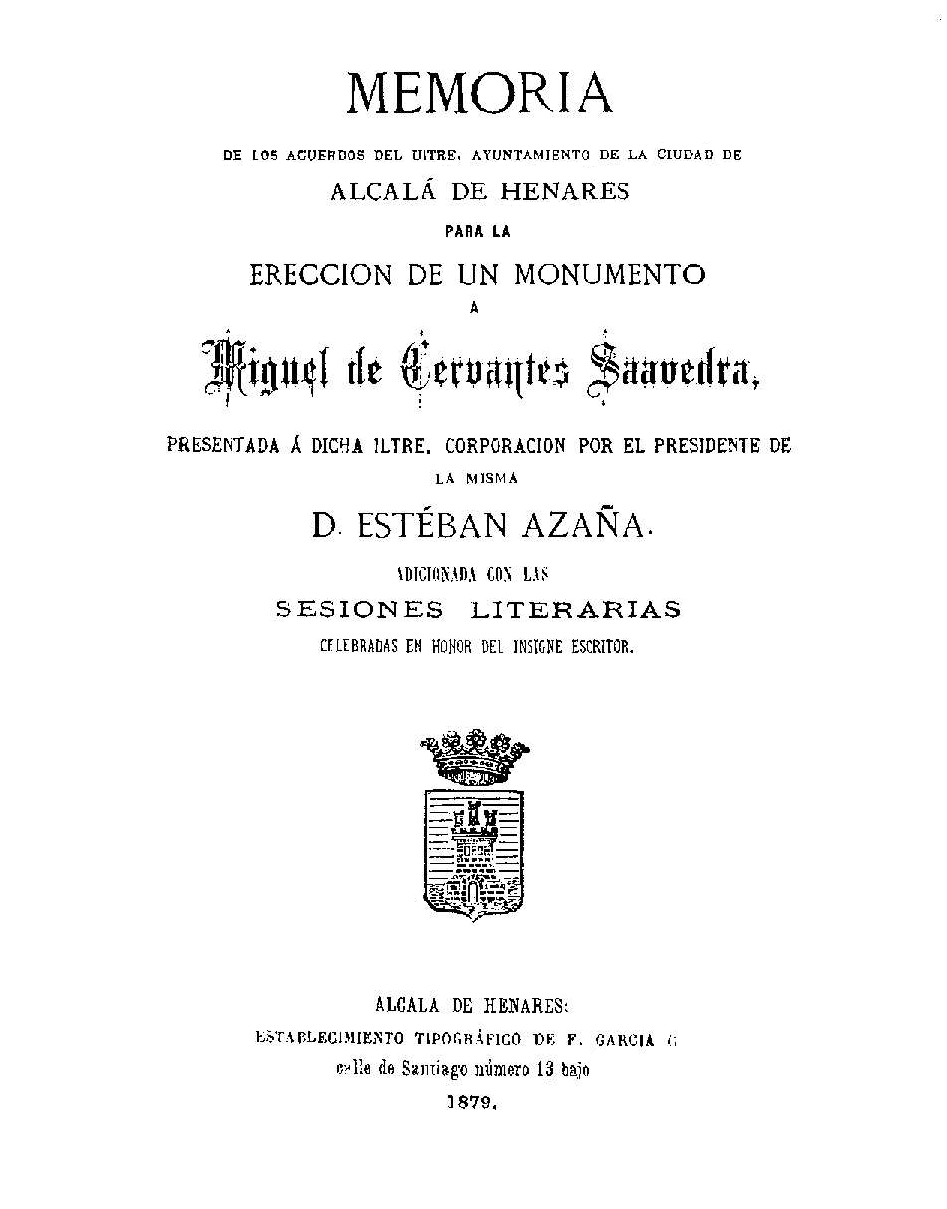
Libro por la inauguración del monumento a Miguel de Cervantes (Alcalá de Henares, 1879).
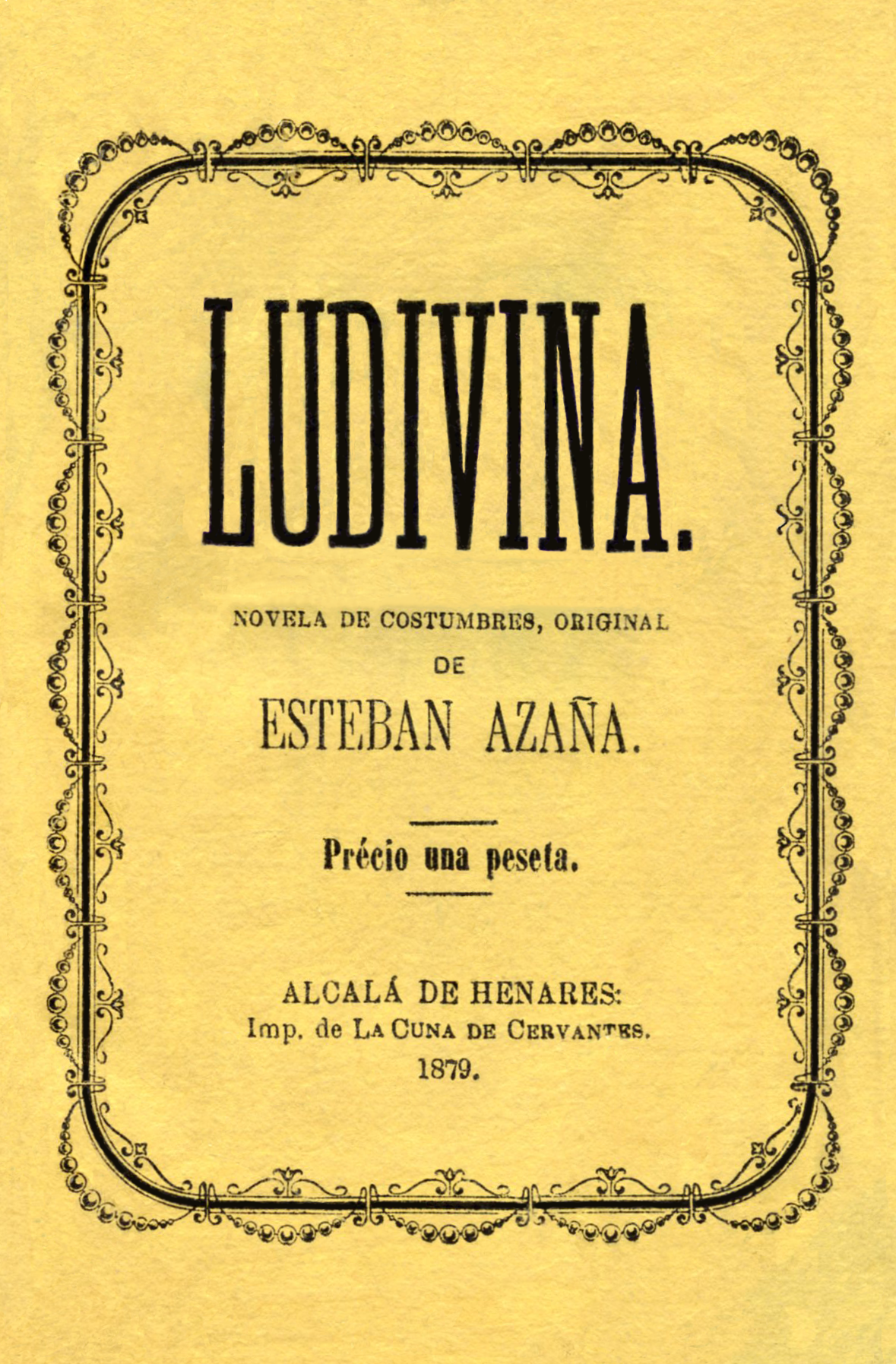
Portada de la novela: Ludivina (1879).
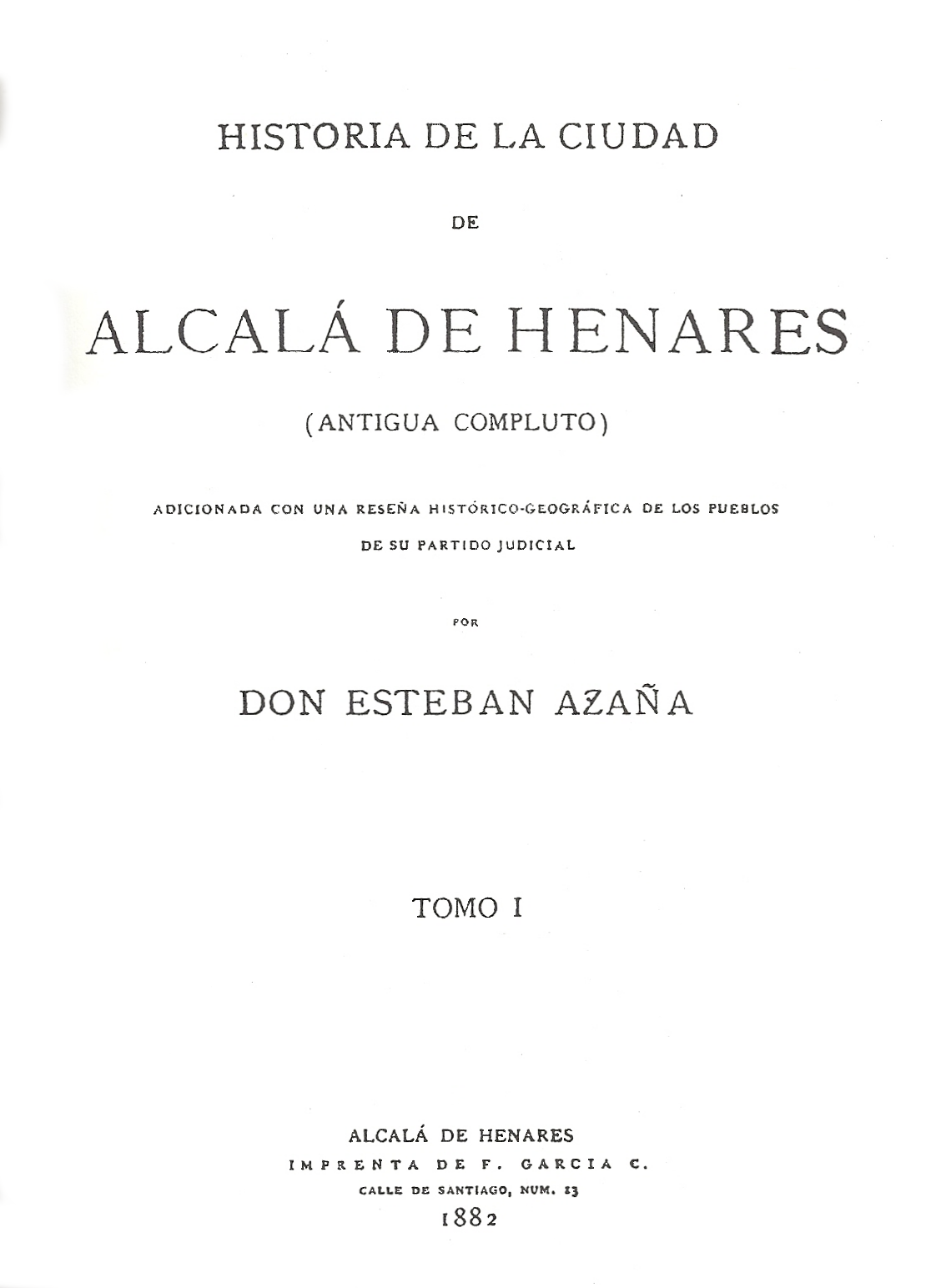
Portada del libro: Historia de la ciudad de Alcalá de Henares (tomo I). 1882.

## Distinciones
- Caballero de la distinguida Orden de Carlos III
- Tesorero de la Sociedad de Condueños
- En Alcalá de Henares tiene dedicada una calle a su nombre.